# Ги III (виконт Лиможа)
Ги III (фр. Guy III de Limoges; ум. 1124) — виконт Лиможа, сын виконта Адемара III Бородатого (ум. после 1139).
Родился в 1090/1095. Соправитель отца с ок. 1114 года. Управлял виконтством, когда Адемар III два года провёл в плену у Эбля де Вантадура.
Согласно Chronicon Gaufredi Vosiensis, был известен под прозвищем «Graul» — безобразный, из-за деформированного тела. Возможно, по той же причине не был женат и не имел детей.
Тот же источник рассказывает, что Ги III был медленно, в несколько приёмов, отравлен Марией де Кар — своей мачехой, которая хотела, чтобы виконтом Лиможа стал её сын Эли. Однако тот тоже умер раньше отца (не позднее 1133 года), и детей не оставил (вероятно, из-за молодого возраста). В результате после смерти Адемара III Бородатого ему наследовал внук — Ги IV де Комборн, сын Аршамбо IV де Комборна и Умберги (Брунисенты) Лиможской.